# Rolandz
Rolandz är ett dansband från Karlskoga, Sverige, som fick sitt genombrott i SVT:s Dansbandskampen senhösten 2008. Sångare och frontfigur är Robert Gustafssons tragikomiska rollfigur Roland Järverup. Ursprungsidén till att göra ett dansband med namnet Rolandz, som en hyllning till Roland Järverup från Killinggängets film Torsk på Tallinn, kom ifrån webbmastern för Robert Gustafsson Management Joakim Nordborg.

## Historia
På det ursprungliga Rolandz första spelning, kom det sig att Robert Gustafsson var med som gästartist. Efter bandets premiärspelning var Robert Gustafsson och Jocke Nordborg överens om att Rolandz inte kunde existera utan huvudfiguren Roland Järverup. På så sätt tog Robert Gustafsson över bandet tillsammans med kapellmästaren Ludvig Olin.
De flesta låtarna på gruppens album Efter regn kommer solsken är covers på låtar från 1960- och 70-talen, antingen framförda för att likna originalet så mycket som möjligt eller med ny text. Låten "Kalenderflickan" är en direktöversättning av Neil Sedakas "Calendar Girl" med text på både svenska och engelska.
Albumet Efter regn kommer solsken sålde snabbt guld, och med den populära skivan i ryggen gav sig bandet ut på en bejublad och fullsatt folkparksturné sommaren 2009. Turnén spelades in och det producerades ett tv-program för TV4 med titeln Rolandz – kärlek & ananas samt en dvd med titeln Rolandz the movie.  Därefter har bandet släppt ytterligare ett album med titeln Jajamen som toppade den officiella topplistan flera veckor i rad. Bandet gav sig åter igen ut på turné, denna gång under våren 2010, och även denna turné spelades in och det producerades ett tv-program, åter igen för TV4, med titeln Rolandz bjuder upp igen och en dvd med titeln Rolandz danzar igen. I december 2010 blev bandet nominerade till en Grammis i kategorin "Årets dansband" med skivan Jajamen, producerad av Ludvig Olin.

Det var endast meningen att bandet skulle vara med i pausunderhållningen i Dansbandskampen 2008 och framförde där låten Blue Blue Moon, men efter detta uppstod en stor efterfrågan på bandet och telefonerna började ringa.
Rolandz har turnerat över hela Sverige. De medverkade även i Allsång på Skansen den 7 juli 2009.
Den 28 november 2017 stod det klart att Rolandz skulle medverka i Melodifestivalen 2018 med låten "Fuldans". Låten deltog i den fjärde deltävlingen i Örnsköldsvik den 24 februari 2018, där den tog sig direkt till final.

## Diskografi

### Album
- 17 juni 2009 - Efter regn kommer solsken
- 23 mars 2010 - Jajamen
- 29 juni 2011 - Halleluja mamma
- 2011 - Pâ riktigt: Party & Pineappleband

### Låtar
- 2008 - "Blue Blue Moon" (Låt av Thorleifs som Rolandz uppträdde med i Dansbandskampen 2008)
- 2009 - "Upp till dans"[5]
- 2009 - "Eda-Lee"[6]
- 2018 - "Fuldans"

## Filmografi
- 2009 - Rolandz – the movie (DVD)
- 2010 - Rolandz danzar igen (DVD)
- 2011 - Rolandz – Fadersjakten (DVD)
- 2012 - Rolandz – Scensommar (DVD)